# EA-۳۹۹۰
EA-۳۹۹۰ یک عامل عصبی کشنده کارباماتی است.